# 1601년
1601년은 월요일로 시작하는 평년이며, 이 해는 17세기의 첫 번째 해이다.

## 연호
- 명(明) 만력(萬曆) 29년
- 일본(日本) 게이초(慶長) 6년
- 후 레 왕조(後黎朝) 호앙딘(弘定) 2년
- 막 왕조(莫朝) 끼엔통(乾統) 9년

## 기년
- 류큐(琉球) 쇼네이왕(尚寧王) 13년
- 명(明) 신종 만력제(神宗 萬曆帝) 29년
- 조선(朝鮮) 선조(宣祖) 34년
- 후 레 왕조(後黎朝) 경종(敬宗) 2년

## 탄생
- 8월 17일 - 프랑스의 수학자 피에르 드 페르마. (~1665년)
- 9월 22일 - 루이 13세의 왕비 안 도트리슈. (~1666년)
- 9월 27일 - 프랑스 부르봉가의 제2대 국왕 루이 13세. (~1643년)

### 미상
- 조선 후기의 문신 이우정. (~1686년)

## 사망
- 10월 24일 - 덴마크의 천문학자 튀코 브라헤. (1546년~)